# 2-я бронетанковая бригада (Франция)
2-я бронетанковая бригада (фр. 2e brigade blindée (2e BB)) — тактическое соединение французских сухопутных войск. Наследница 2-й бронетанковой дивизии, созданной во время Второй мировой войны и сражавшейся под командованием генерала Филиппа Леклерка в составе 1-й армии Свободной Франции.

## История
В 1970 году 2-я бронетанковая бригада в Сен-Жермен-ан-Ле входила в состав 8-й бронетанковой дивизии со штаб-квартирой в Компьене, наряду с двумя механизированными бригадами. В 1977 году 2-я бронетанковая бригада, по-видимому, была расформирована, а 2-я бронетанковая дивизия реформирована.
Реорганизация французской армии в 1999 году преобразовала и сократила 2-ю бронетанковую дивизию во 2-ю бронетанковую бригаду.
С 1999 по 2010 год штаб бригады располагался в квартале Белькомб в Орлеане.
С июля 2010 года штаб бригады располагался в Илькирш-Граффенштадене, по соседству со Страсбургом, в квартале Леклерк (рядом со 2-й ротой командования и связи и немецким 291-м егерским батальоном (нем. Jägerbataillon 291)) Франко-германской бригады. Генерал, командующий бригадой, одновременно является военным губернатором Страсбурга. Его резиденция располагается во дворце, расположенном на площади Бройль в Страсбурге.

## Командиры
- 1 июля 1999—2000 — Бруно Куш (Bruno Cuche)
- 2000—2002 — Жером Мийе (Jérôme Millet)
- 2002—2004 — Бертран Ракт-Маду (Bertrand Ract-Madoux)
- 1 сентября 2004 — 1 августа 2006 — Этьен Лафонтен (Étienne Lafontaine)
- 1 августа 2006 — 1 сентября 2008 — Пьер де Вильер (Pierre de Villiers)
- 1 сентября 2008 — 1 июля 2010 — Арно Сен-Клэр Девиль (Arnaud Sainte-Claire Deville)
- 1 июля 2010 — 1 июля 2012 — Мартин Клот (Martin Klotz)
- 1 июля 2012 — 1 июля 2014 — Эрик Отеклок-Райс (Éric Hautecloque-Raysz)
- 1 июля 2014 — 31 июля 2016 — Жан-Франсуа Лафонт-Рапнуй (Jean-François Lafont-Rapnouil)
- 1 августа 2016 — Николя Казанова (Nicolas Casanova)

## Организация
- Штаб бригады, расположен в Илькирш-Граффенштадене, округ Страсбур, регион Гранд-Эст.
- 12-й кирасирский полк (12e régiment de cuirassiers (12e RC)), Оливе, регион Центр — Долина Луары (Leclerc, ERC 90, DCL, VBL, VAB)[4]
- 501-й танковый полк (501e régiment de chars de combat (501e RCC)), Мурмелон-ле-Гран, регион Гранд-Эст (Leclerc, VBL, VAB)[5]
- Чадский маршевый полк (Régiment de marche du Tchad (RMT)), Мейенайм, регион Гранд-Эст (VBCI, VBL)[6]
- 16-й шассёрский батальон (16e bataillon de chasseurs (16e BC)), Бич, регион Гранд-Эст (VBCI)[7]
- 92-й пехотный полк (92e régiment d’infanterie (92e RI)), Клермон-Ферран, регион Овернь — Рона — Альпы (VBCI)[8]
- 40-й артиллерийский полк (40e régiment d’artillerie (40e RA)), Сюипп, регион Шампань — Арденны (CAESAR, RTF1)[9]
- 13-й инженерный полк (13e régiment du génie (13e RG)), Вальдаон, регион Бургундия — Франш-Конте (1200 чел., 6 инж. танков EBG, 20 БТР VAB Génie, машины разминирования Buffalo MPV и Chubby, 3 БМР SOUVIM 2 с минным тралом VDM, бронеавтомобиль VBHP, бульдозер EGAM, 3 БЛА DroGen)[10][11]
- 2-я рота связи (2e compagnie de commandement et de transmissions (2e CCT)), Илькирш-Граффенштаден, регион Гранд-Эст (VAB)[12]
- Вальдаонский учебный центр (Centre de formation initiale des militaires du rang de Valdahon (CFIM Valdahon)), Вальдаон, регион Бургундия — Франш-Конте